# 関西文學新人賞
関西文學新人賞（かんさいぶんがくしんじんしょう）は、文学同人関西文學会が発行していた文芸雑誌『関西文學』(澪標発売)の公募新人文学賞。エッセイと小説の2部門を持っていた。前身は関西文學選奨で、こちらは『関西文學』掲載作品から、読者推薦により編集部が選んだものであった。
受賞は選考委員の合議によって決定され、年1回発表されていた。2007年を最後に同誌が休刊して終了した。

## 関西文學選奨

### 第1回 （2000年）
入賞
外岡立比人 「顔」
志紀島啓 「アヴェ・マリア」
奨励賞
浦澄彬 「村上春樹を歩く」

## 関西文學新人賞

### 第1回 （2001年）
小説部門
入賞
新谷清子 「光る入江」
佳作
竹中正 「日暮れての道」
杉田純一 「雁主」
エッセイ部門
佳作
上原なつみ 「神社猫のこと」
選考委員
小松左京、有栖川有栖、河内厚郎

### 第2回 （2002年）
小説部門
佳作
向山正家 「明治造幣局日記」
浅永マキ 「深爪」
エッセイ部門
入賞
山本郁代 「羅漢まわし」
佳作
山田英子 「夜のとばりの烏丸通」
選考委員
小松左京、有栖川有栖、河内厚郎、村上知彦、佐伯順子

### 第3回 （2003年）
小説部門
佳作
永井清子 「月の汀」
沢田立夫 「ダニ」
選考委員
小松左京、有栖川有栖、河内厚郎、村上知彦、佐伯順子

### 第4回 （2004年）
小説部門
佳作
松原三和子 「わらわらと」
山沢和男 「階段の下」
中川裕之 「満ちない月」
エッセイ部門
佳作
桑原史郎 「ボクの戦争」
野江遼子 「錯覚」
選考委員
有栖川有栖、河内厚郎、村上知彦、佐伯順子、堀江珠喜

### 第5回（2005年）
小説部門
入賞
野崎雅人「ティールーム」
小澤姿子「百獣の母」
佳作
米内糺「フェルメールの少女」
奨励賞
山本俊亮「カーミン」
エッセイ部門
佳作
多祢雅夫「もう熱くないよ」
杉岡壱風「マスクメロン」
選考委員
有栖川有栖、河内厚郎、村上知彦、佐伯順子、堀江珠喜

### 第6回(2006年)
小説部門
佳作
三好郁子「明るい午後」
奨励賞
宮澤えふ「伝心」
選考委員
有栖川有栖、河内厚郎、村上知彦、堀江珠喜

### 第7回(2007年)
小説部門
奨励賞
佐藤保志「雪冤の日」
エッセイ部門
入賞
杉岡壱風 「磁石」
佳作
中村久子 「輝く晩年」
選考委員
有栖川有栖、河内厚郎、村上知彦、堀江珠喜